# Reim
Der Reim ist im weiteren Sinne eine Verbindung von Wörtern mit ähnlichem Klang. Im engeren Sinne ist der Reim der Gleichklang eines betonten Vokals und der ihm folgenden Laute. Dieser Laut kann je nach Dichtungstradition am Anfang des Wortes (Anlaut), in der Mitte oder am Ende stehen. Beispiel: lauf – kauf; laufen – kaufen; Laufender – Kaufender. In der linguistisch orientierten Lyriktheorie werden Reime als phonologische Überstrukturierung aufgefasst. In der hier nicht weiter behandelten Phonotaktik ist der Reim ohne Berücksichtigung klanglicher Ähnlichkeiten oder Betonungen der silbische (meist vokalische) Silbenkern plus der konsonantische Silbenschwanz, also die Silbe ohne den konsonantischen Silbenkopf; Silbenkopf und Silbenschwanz sind optional.
Das mittelhochdeutsche Wort rîm ist entlehnt aus dem Französischen: Das Substantiv rime für Reim stellt eine Rückbildung des Verbs rimer für „in Reihen ordnen, reimen“ dar (fränkisch und althochdeutsch rīm „Reihe“). Die englische Schreibweise rhyme beruht auf einer fälschlich angenommenen Verbindung zum griechischen rhythmos.

## Geschichte
Der Begriff „Reim“ bezeichnete bis ins 17. Jahrhundert den ganzen gereimten Vers. Martin Opitz (1597–1639), Dichter des Barock und Verfasser der ersten deutschsprachigen Poetik, begründete die heutige Definition: „Ein reim ist eine vber einstimmung des lautes der syllaben vnd wörter zue ende zweyer oder mehrer verse /welche wir nach der art die wir vns fürgeschrieben haben zusammen setzen.“ Die ursprüngliche Bedeutung hat sich aber noch in Ausdrücken wie „Kinderreim“ und „Kehrreim“ erhalten.
In China wurde der Reim bereits zwischen dem 10. und dem 7. Jahrhundert v. Chr. verwendet, was durch das Buch der Lieder, die älteste Sammlung von Gedichten und die größte aus vorchristlicher Zeit, bezeugt ist.
Die heidnische und christliche Dichtung der Spätantike im germanischen Sprachraum ist geprägt durch den Stabreim. Der Endreim wurde vermutlich über die christlich-lateinische Hymnendichtung eingeführt. Der Tanach (das hebräische Alte Testament) kennt den Reim kaum. Eine der wenigen Ausnahmen finden wir bei in Jesaja 5,7 , in zumindest einer deutschen Übersetzung () adäquat nachgeahmt. Stilmittel der biblischen Lyrik sind Alliteration, Akrostichon und vor allem Parallelismus membrorum. Auch die Dichter der griechischen und römischen Antike verwendeten keine Reime, da sie den Gleichklang der Laute als unschön ablehnten.
Der Koran, der im 7. Jahrhundert entstand, ist in Reimprosa abgefasst. Diese literarische Form, die durch Endreime am Satzende oder an syntaktischen Einschnitten ohne Bindung an ein Versmaß getragen wird, war damals auf der arabischen Halbinsel sehr verbreitet.
Die geistliche und weltliche lateinische Dichtung des europäischen Mittelalters ist entweder akzentuierend und reimend, oder sie erscheint reimlos und quantitierend, d. h., es werden die antiken Metren verwendet, vor allem der Hexameter. Eine Ausnahme bildet der leoninische Vers, der die Quantitäten mit dem Reim verband.
Als erste in Endreimen abgefasste deutsche (althochdeutsche) Schriftdichtung gilt das Evangelienbuch Otfrids von Weißenburg (um 870). Seit dem 12. Jahrhundert tritt der Reim den Siegeszug in der Dichtung aller europäischen Volkssprachen an, und er behält seine vorherrschende Stellung, bis diese sich in der zweiten Hälfte des 20. Jahrhunderts stark abschwächt. Die moderne Lyrik verzichtet häufig auf die klassischen poetischen Mittel von Reim und Versmaß und verwendet den freien Vers, der im 19. Jahrhundert in Frankreich als vers libre entwickelt wurde. Durch den völligen Verzicht auf die Regeln der Metrik nähert sich der „freie Vers“ der Prosa an.
Versuche deutscher Dichter im 18. Jahrhundert, den Reim durch den Blankvers und antike Metren zu ersetzen (Klopstock, Voß, Goethe, Schiller, Hölderlin), bleiben eine – wenn auch sehr bedeutsame – Episode.
Sehr lebendig ist der Reim auch noch im 21. Jahrhundert innerhalb der Rap-Poetry und beim Spoken Word, wo er auf vielfältigste Weise und bei weitem nicht nur auf den Endreim beschränkt als Stilmittel verwandt wird.

## Funktion
Eine Funktion des Reims im Gedicht ist es, zusätzlich zu der metrischen Struktur der Silben, eine Struktur der Reime zu eröffnen, und damit diese beiden Perzeptionsebenen zu einer übergeordneten komplexeren Ebene in Beziehung zu setzen. Reim dient also nicht bloß der Gliederung, sondern die Reimstruktur bildet eine eigene ästhetische Dimension der Lyrik.
Lyrik hat eine musikalische Dimension. Der Gleichlaut ist vergleichbar mit einem phonetischen Idiom, das die Rückkehr zu bzw. das Ausgehen von einem Referenzpunkt (siehe Kadenz) ermöglicht. Er schmeichelt dem Ohr und wirkt nach dem ästhetischen Prinzip der Einheit in der Vielfalt vor allem dann überzeugend, wenn die Reimwörter in ihrer Bedeutung und ihren Konnotationen weit auseinander liegen. Als Echo des Gedankens haben reimende Wörter oft für die Sinngebung der Dichtung ein besonderes Gewicht. Karl Kraus vertrat die Ansicht, dass ein Reim umso höher zu bewerten sei, je mehr Widerstand er zu überwinden hätte, sei es, dass ein einsilbiges Wort auf ein mehrsilbiges reimt oder die beiden Reimwörter aus verschiedenen sprachlichen Sphären stammen.
Gereimtes bleibt zudem besser im Gedächtnis haften, daher haben Sprichwörter, Wetterregeln, Merkverse, Werbesprüche und dergleichen oft die Form des Reims. So hat das Reimen von Botschaften auch einen pragmatischen Nutzen, z. B. bei den Wandersängern des Mittelalters und der Renaissance zur Übermittlung von Nachrichten.
Der Endreim markiert das Ende der Zeile und setzt die einzelnen Zeilen zueinander in Beziehung. Diese Funktion ist besonders wichtig in französischen Gedichten, in denen der Vers nur durch die Silbenzahl (z. B. im Alexandriner zwölf oder dreizehn Silben) bestimmt wird.

## Reimformen
Reime können nach ihrer Silbenzahl, der Stellung im Vers, ihrer phonologischen und morphologisch-lexikalischen Struktur und ihrem Reimschema beschrieben werden. Regelmäßige Reimschemata deuten in Zusammenhang mit bestimmten Versformen auf festgelegte lyrische Strophenformen hin. Bertolt Brechts Gedicht Erinnerung an die Marie A. mag als Beispiel dienen:
Und über uns im schönen Sommerhimmel

War eine Wolke, die ich lange sah

Sie war sehr weiß und ungeheuer oben

Und als ich aufsah, war sie nimmer da.

– Bertolt Brecht in Erinnerung an die Marie A.
Das Reimpaar „sah/da“ beispielsweise ist einsilbig (Silbenzahl), endreimend (Stellung im Vers), rein (phonologisch) und reimt nur jede zweite Zeile (Reimschema). Morphologisch-lexikalisch weist es keine Besonderheiten auf. Formal steht Brechts Gedicht damit der Volksliedstrophe nah.

### Reime nach der Silbenzahl

#### Männlich oder stumpf, einsilbig
Die Zeile endet auf einer betonten Silbe.
Es stand vor eines Hauses Tor

Ein Esel mit gespitztem Ohr.

– Wilhelm Busch
Der männliche Reim wird auch als Maskulinus bezeichnet.

#### Weiblich oder klingend, zweisilbig
Beide Zeilen enden auf reimenden Silben, die erste ist betont, die zweite unbetont.
Womit man denn bezwecken wollte,

dass sich der Esel ärgern sollte.

– Wilhelm Busch
Der weibliche Reim wird auch als Femininus bezeichnet.

#### Gleitend oder reich, dreisilbig
Beide Zeilen reimen auf drei Silben, deren erste betont ist.
Wunderschön Prächtige,

Große und Mächtige

– Maria, Gnadenmutter zu Freyberg in Des Knaben Wunderhorn
Zu Reimformen, die mehr als die letzte betonte Silbe einbeziehen, siehe erweiterter Reim.
Das Merkmal der Silbenzahl beim Reim wird auch als Reimgeschlecht bezeichnet. Wechseln männliche und weibliche Reime regelmäßig ab, so bezeichnet man das als Reimalternanz.

### Reime nach der Stellung im Vers

#### Endreim
Beim Endreim oder auch Ausgangsreim stehen die Reimworte am Ende des Verses. Dies ist die im Deutschen und zahlreichen anderen Sprachen häufigste Reimform.
Klingt im Wind ein Wiegenlied,

Sonne warm herniedersieht,

Seine Ähren senkt das Korn,

Rote Beere schwillt am Dorn,

Schwer von Segen ist die Flur –

Junge Frau, was sinnst du nur?

– Theodor Storm: Juli

#### Binnenreim
Beim Binnenreim stehen die Reimwörter ganz oder teilweise im Versinneren. Nach der jeweiligen Stellung der Reimworte werden mehrere Formen unterschieden:
- Innenreim oder Inreim: Reimwörter am Versende und im Versinneren desselben Verses.
- Mittelreim: Reimwörter im Inneren aufeinanderfolgender Verse. Eine spezielle Form des Mittelreims ist der Zäsurreim, bei dem die Reimwörter vor einer Zäsur stehen.
- Mittenreim: ein Wort am Versende reimt mit einem Wort im Inneren des folgenden oder vorangehenden Verses.
- Schlagreim: Reimwörter folgen unmittelbar aufeinander. Spezielle Formen des Schlagreims sind:
  - Echoreim: die Wiederholung der Reimsilben bildet ein Echo nach.
  - Übergehender oder überschlagender Reim: Reimwörter sind durch ein Versende getrennt.

#### Anfangsreim
Beim Anfangsreim oder auch Eingangsreim reimen die ersten Wörter zweier Verse.
Zeilen, die sich hinten reimen,

nennt man darum ein Gedicht.

Feilen muss man da nicht lange.

Kennt man eine andre Form?

– Michael Schönen

#### Pausenreim
Beim Pausenreim steht das Reimpaar am Anfang und am Ende der reimenden Verse. Der Vers mit dem Reimwort am Anfang erscheint deshalb reimlos und erweckt den Eindruck der Pause. Beispiele finden sich hauptsächlich in Minne- und Meistersang.
wol vierzec jar hab ich gesungen oder me

von minnen und als iemen sol.

– Walther von der Vogelweide

### Reime nach phonologischer Struktur

#### Reiner Reim

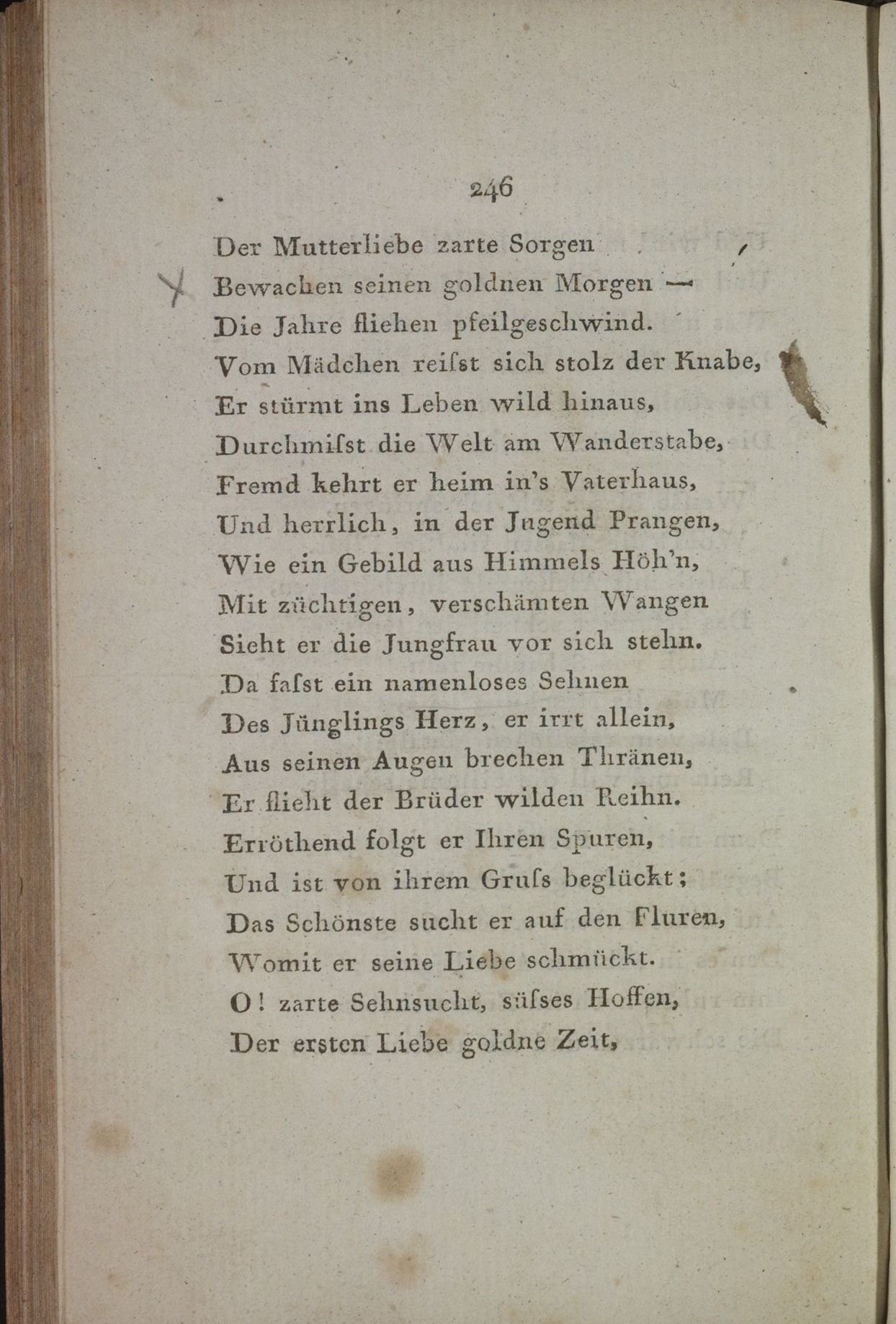
Das Lied von der Glocke (1800)

In einem reinen Reim stimmt die hörbare Lautfolge ab dem letzten betonten Vokal genau überein: Herz – Schmerz; Rose – Dose

#### Unreiner Reim
Beim unreinen Reim stimmt die hörbare Lautfolge der Reimsilben nur annähernd überein, Abweichungen treten in Klangfärbung und Betonung auf.
Wie ein Gebild aus Himmels Höh’n,

mit züchtigen, verschämten Wangen

sieht er die Jungfrau vor sich stehn.

– Friedrich Schiller: Das Lied von der Glocke
Zu den Formen des unreinen Reims gehören insbesondere:
- historischer Reim: war zur Zeit seiner Entstehung rein, ist es aber heute aufgrund anderer Sprechgewohnheiten nicht mehr (prove – love, slay – shey)
- unebener Reim: zwar Gleichklang der reimenden Silben, jedoch unterschiedliche Betonung (Zeit – Ewigkeit)
- Assonanz: nur die Vokale, aber nicht die Konsonanten stimmen überein (wagen – laben)
- Konsonanz: nur die Konsonanten, nicht aber die Vokale stimmen überein; die Vokalquantität bleibt erhalten (wagen – Wogen)
- Endsilbenreim: reimt zwischen unbetonten oder nebentonigen Endsilben

#### Erweiterter Reim
Der erweiterte Reim ist ein unscharfer Oberbegriff für Formen des Reims, bei denen die Übereinstimmung der Reimwörter über den für den Endreim maßgeblichen Teil ab der letzten betonten Silbe hinausgeht. Zu den erweiterten Reimformen zählen:
- Doppelreim: Reim ab der vorletzten und der letzten betonten Silbe (Winde wehen – Linde gehen)
- Mehrfachreim: Reim mit zwei oder mehr betonten Silben, also Verallgemeinerung des Doppelreims.
- vokalischer Halbreim: Reim mit dem letzten betonten und dem nachfolgenden, unbetonten Vokal, also eine Abschwächung gegenüber dem Doppelreim. (licht war – sichtbar)
- rührender Reim: Reimt auch den Anlaut der Reimsilbe mit, das heißt auch die Konsonanten vor dem Vokal der betonten Reimsilbe klingen gleich. Spezialfälle des rührenden Reims:
  - äquivoker Reim: reimt homophone Wörter (Wald – wallt, lehren – leeren)
  - identischer Reim: Reim durch Wortwiederholung
- Schüttelreim: Doppelreim mit zwei Anfangslauten oder -lautgruppen, die den Platz tauschen

### Reime nach morphologisch-lexikalischen Besonderheiten

#### Gespaltener Reim
Der gespaltene Reim ist ein mehrsilbiger Reim, bei dem sich mindestens eines der Reimglieder auf zwei oder mehrere, meist kurze Wörter erstreckt.
Es gibt nichts Gutes

außer: Man tut es.

– Erich Kästner

#### Gebrochener Reim
Der gebrochene Reim ist ein Reim, bei dem unmittelbar nach der Reimsilbe ein morphologisches Enjambement (Reimbrechung, Zeilenwechsel mitten im Wort) vorliegt, wodurch es häufig zu komisch wirkenden Betonungsverschiebungen kommt:
Jeder weiß, was so ein Mai-

käfer für ein Vogel sei.

– Wilhelm Busch Max und Moritz
Der Hans Sachs, der war ein Schuh-

macher und Poet dazu.

– Hans Sachs
Ehe, ehe die somali-

braune Nacht die Sterne bleckt,

schmelze, was mir als morali-

sches Gesetz im Halse steckt.

– Peter Rühmkorf Das Zeitvertu-Lied

#### Augenreim
Beim Augenreim gibt es eine Übereinstimmung nur vom Schriftbild her, die lautliche Entsprechung ist unvollständig oder fehlt.
Greif im Aldi in der Schlange

Aus dem Wagen die Orange.

Aber ach, welche Blamage:

Jene sah schon bessre Tage.

Auch das falbe Cordon Bleu:

Nicht mehr nigelnagelneu.

Dieser Einkaufsvormittag

Taugt noch als Gedichte-Gag.

– Lino Wirag

#### Grammatischer Reim
Der grammatische Reim verbindet Wörter des gleichen Stammes, zum Beispiel Glaube – glauben, oder Flexionsformen desselben Wortes ohne Rücksicht auf Gleichklang.
Es ist eine Schande,

sie so zu schänden.

#### Zwillingsreim
Eine Mischform aus gleichlautendem, mehrsilbigem und gespaltenem Reim ist der Zwillingsreim (nach Günter Nehm): Er reimt Wörter mit gleichem Buchstabenmaterial, die an jeweils anderer Stelle durchtrennt werden.
Böse Diebe klauten Waren,

Böse die Beklauten waren.

– Günter Nehm

#### Vexierreim
Der Vexierreim (von lateinisch vexare ‚plagen‘, vgl. Vexier und Vexierbild) steuert auf ein naheliegendes Reimwort (oft mit frivolem oder kompromittierendem Hintergrund) zu, bevor er ein anderes vergibt. In Liedform spricht man von einem Vexierlied.
Wir ziehen los mit ganz großen Schritten,

und Erwin fasst der Heidi von hinten an die Schulter.

– aus dem Refrain des Stimmungsliedes Polonäse Blankenese (Interpret: Gottlieb Wendehals)
Ich leide an Versagensangst,

besonders wenn ich dichte.

Und diese Angst, die machte mir

manch schönen Reim zuschanden.

(Robert Gernhardt)
Das erwartete Reimwort kann auch einfach weggelassen werden:
Verzeih mir, samma wieder guad,

i woaß ja jetz, dass ma ned fluacha duat.

Verzeih mir, jetz huift er mir doch nix,

kimm mach den Schnee weg, Himmiherrgott. – – –

– aus dem Lied Verzeih mir (Interpret: Biermösl Blosn)
Es kann auch durch eine gesamte Phrase ersetzt werden:
Denn jetzt kommt Tutti Frutti auf RTL,

da ham’ die Frauen fast nichts drunter.

Ich sitz’ in meinem Sessel, der Puls geht schnell,

und dann hole ich mir einen – Beutel Kartoffelchips aus der Küche.

– Aus dem Lied So. 22:40 RTL [do it yourself] (Interpret: Norbert und die Feiglinge)

### Stabreim
Der Stabreim ist ein strenges Versilbungsprinzip der altgermanischen Sprachen, das sich der Alliteration bedient, das also gleiche Anlaute von betonten Stammsilben an bestimmten Positionen im Vers fordert. Vor allem im Alt- und Mittelenglischen, Altnordischen, Altsächsischen und Althochdeutschen sind Dichtungen in Stabreimversen überliefert.
In den Literaturen der Neuzeit wird der Stabreim nur historisierend verwendet (Richard Wagner). Alliteration ist dagegen ein seit jeher und bis heute häufig gebrauchtes sprachliches Schmuckmittel, allerdings kann es nur im weitesten Sinne als Reim gelten, wenn es nicht mit metrischer Regelhaftigkeit eingesetzt wird.

### Reimfolgen
Die Reimfolge, das heißt die Abfolge und Art der Korrespondenzen in einer Strophe oder einem Gedicht, wird in der Verslehre durch ein sogenanntes Reimschema in abstrahierender Form beschrieben. Dabei entspricht jedem Vers ein (Klein-)Buchstabe, für reimende Verse werden gleiche Buchstaben verwendet.
Nicht reimende Verse werden als Waisen bezeichnet und im Reimschema mit [x] notiert.

#### Paarreim
Ein Paarreim ist ein Reim je zweier aufeinanderfolgender Verse. Zwei durch Paarreim verbundene Verse werden dementsprechend Reimpaar genannt.
Schema: [aabb ccdd …]
[a]   Ich geh’ im Urwald für mich hin…

[a]   Wie schön, dass ich im Urwald bin:

[b]   Man kann hier noch so lange wandern,

[b]   Ein Urbaum steht neben dem andern.

–Heinz Erhardt

#### Kreuzreim, auch Wechselreim
Schema: [abab cdcd …]
[a]   Sein Blick ist vom Vorübergehn der Stäbe

[b]   so müd geworden, daß er nichts mehr hält.

[a]   Ihm ist, als ob es tausend Stäbe gäbe

[b]   und hinter tausend Stäben keine Welt.

– Rainer Maria Rilke

#### Limerick
Schema: [aabba …]
[a]   Eine Domina träumt schon seit Tagen

[a]   Ihr Sklave hätt’ fortan das Sagen

[b]   Und fessle nun SIE

[b]   Mit viel Fantasie

[a]   Und vögle sie, ohne zu fragen

– Heinz Hermann Michels

#### Umarmender Reim, Blockreim
Auch umfassender Reim, umschließender Reim oder eingebetteter Reim genannt.
Schema: [abba cddc …]
[a]   Ein reiner Reim ist sehr begehrt,

[b]   doch den Gedanken rein zu haben,

[b]   die edelste von allen Gaben,

[a]   das ist mir alle Reime wert.

– Goethe
Das heißt, ein Reimpaar fasst ein anderes ein, „umarmt“ es bildlich gesehen also.

#### Verschränkter Reim
Die Reimfolge ist beim verschränkten Reim: [abc abc …]. Man kann sich vorstellen, die Reimpaare seien wechselweise ineinander verschoben, also „verschränkt“ worden.
[a]   Der Tag ist karg an liebesüßen Wonnen,

[b]   Es schmerzt mich seines Lichtes eitles Prangen

[c]   Und mich verzehren seiner Sonne Gluthen.

[a]   Drum birg dich Aug’ dem Glanze ird’scher Sonnen!

[b]   Hüll’ dich in Nacht, sie stillet dein Verlangen

[c]   Und heilt den Schmerz, wie Lethes kühle Fluten

– Karoline von Günderrode

#### Haufenreim
Beim Haufenreim wiederholt sich der Reim mehr als zweimal hintereinander.

Eine spezielle Form des Haufenreims ist der Dreireim mit drei aufeinanderfolgenden Reimen, der in der Stollenstrophe das Strophenende markiert (Schema: [ababccc]). Sonst ist der Dreireim selten.

Wird der Reim viermal oder öfter wiederholt und verknüpft alle Verse einer Strophe oder eines Gedichtabschnitts, so spricht man von Einreim, Reihenreim oder Tiradenreim.
[a]   Ich bin ein Bote und nichts mehr,

[a]   Was man mir gibt, das bring’ ich her,

[a]   Gelehrte und polit’sche Mär;

[a]   Von Ali Bei und seinem Heer,

[a]   Vom Tartar-Khan, der wie ein Bär

[a]   Die Menschen frisst am schwarzen Meer

[a]   (Der ist kein angenehmer Herr),

[a]   Von Persien, wo mit seinem Speer

[a]   Der Prinz Heraklius wütet sehr.

[a]   Vom roten Gold, vom Sternenheer,

[a]   Von Unschuld, Tugend, die noch mehr

[a]   Als Gold und Sterne sind – …

– Matthias Claudius aus der Ankündigung des Wandsbecker Boten

#### Schweifreim, auch Zwischenreim
Schema: [aa b cc b …]
[a]   Ja, ich weiß, woher ich stamme,

[a]   Ungesättigt gleich der Flamme

[b]   Glühe und verzehr’ ich mich.

[c]   Licht wird alles, was ich fasse,

[c]   Kohle alles, was ich lasse,

[b]   Flamme bin ich sicherlich

– Friedrich Nietzsche in Ecce homo

#### Kettenreim, auch Terzinenreim
Die einzelnen Reimgruppen sind beim Kettenreim dadurch miteinander verknüpft, dass ein Wort der vorhergehenden Reimgruppe in der darauf folgenden Reimgruppe als Reimwort aufgenommen wird.
Schema: [aba bcb cdc ded …]
[a]   Auf halbem Weg des Menschenlebens fand

[b]   ich mich in einen finstern Wald verschlagen,

[a]   Weil ich vom rechten Weg mich abgewandt.

[b]   Wie schwer ist’s doch, von diesem Wald zu sagen,

[c]   Wie wild, rauh, dicht er war, voll Angst und Not;

[b]   Schon der Gedank’ erneuert noch mein Zagen.

[c]   Nur wenig bitterer ist selbst der Tod;

[d]   etc.

– Dante in der Göttlichen Komödie

#### Kehrreim
Regelmäßige Wiederholung von Versen innerhalb von strophischen Gedichten und Liedern an entsprechender Position. Nach Position wird unterschieden:
- Endkehrreim
- Binnenkehrreim
- Anfangs- oder Gegenkehrreim

#### Körner
Körner (auch: Körnerreime) sind Verszeilen, deren Reim nicht in der eigenen Strophe, sondern erst in der (den) folgenden seine Entsprechung hat und die einzelnen Strophen und deren Aussagen miteinander durch Reimklang umschlingt. Körner spielen im Meistersang eine Rolle.

### Quantitative Untersuchungen
Auch die Quantitative Literaturwissenschaft hat sich mit dem Reim befasst. Der Vokalismus im Reim von Goethes Ballade Erlkönig ist Gegenstand bei Altmann & Altmann (2008, Seite 71 f.); ausführliche quantitative Untersuchungen finden sich in Some Properties of Rhyme.